# 모노테르펜
모노테르펜(영어: monoterpene)은 에센셜 오일을 구성하는 가장 대표적인 유기분자이고, 대부분의 오일에 함유되어 있다. 모노테르펜 성분이 많은 에센셜 오일은 비교적으로 색이 투명하며 점도가 약하고, 분자량이 작아서 휘발성이 강하며, 쉽게 산화된다.

## 같이 보기
- 테르펜
- 아이소프레노이드